# Drepanogynis salamandra
Drepanogynis salamandra là một loài bướm đêm trong họ Geometridae.